# Senvion
Senvion SE (prej REpower Systems SE) je nemški proizvajalec vetrnih turbin. Podjetje je bilo ustanovljeno leta 2001, kasneje, leta 2009 ga je prevzel Suzlon Energy Ltd.
Senvion proizvaja vetrne turbine z močjo od 1,5 do 6,15 MW. Leta 2005 so predstavili 5 MW turbino

## Vetrne turbine
Novejše turbine podjetja, številka za M označuje premer v metrih:
- MM82-2,05 MW
- MM92-2,05 MW
- MM100-1,8 MW(60 Hz) in 2.0 MW(50 Hz)
- 3.0M122- 3,0 MW
- 3.0M114- 3,2 MW
- 3.4M104- 3,4 MW
- 6.2M126 - 6,15 MW
- 6.2M152 - 6,15 MW

## Galerija
- Tehnični center v Osterrönfeldu, Nemčija
- Repower MD70
- Senvion MM92
- Senvion 5M v Brunsbüttlu
- Senvion 5M